# Борковиці (Мазовецьке воєводство)
Борковіце (пол. Borkowice) — село в Польщі, у гміні Борковиці Пшисуського повіту Мазовецького воєводства.
Населення — 631 особа (2011).
У 1975-1998 роках село належало до Радомського воєводства.

## Демографія
Демографічна структура станом на 31 березня 2011 року:
|          | Загалом | Допрацездатний вік | Працездатний вік | Постпрацездатний вік |
| -------- | ------- | ------------------ | ---------------- | -------------------- |
| Чоловіки | 311     | 65                 | 210              | 36                   |
| Жінки    | 320     | 47                 | 180              | 93                   |
| Разом    | 631     | 112                | 390              | 129                  |